# Henri Godin
Pour les articles homonymes, voir Godin.
Henri Godin, est un prêtre catholique séculier, né en 1906 et mort accidentellement en 1944, qui fut un des premiers prêtres-ouvriers. 

## Biographie
Henri Godin est né le 13 avril 1906 à Audeux, dans le Doubs au sein d'une famille de la petite bourgeoisie (son père était greffier de justice de paix).
Dès le séminaire, après avoir été frappé par l'abandon religieux de la population ouvrière, il se donne comme tâche l'évangélisation de la banlieue rouge de Paris. Il est ordonné prêtre le 15 mai 1933 à Paris, à l'âge de 27 ans. Dix ans plus tard, le 13 septembre 1943, il fait paraître un livre intitulé France, pays de mission ?, coécrit avec l'abbé Yvan Daniel, qui constate la forte déchristianisation des milieux ouvriers en France, et dont le retentissement au sein de l'Église catholique est immense.
L'abbé Godin, qui souhaite se consacrer aux jeunes qui ne fréquentent pas l'Église, crée en ce sens la Mission de Paris.
Il meurt tragiquement dans la nuit du 16 janvier 1944, asphyxié par les fumées émanant de son matelas de laine consumé par le chauffage électrique qu'il avait déposé à ses pieds. Il est inhumé au cimetière parisien de Pantin dans la 81e division.